# Jean Mésange

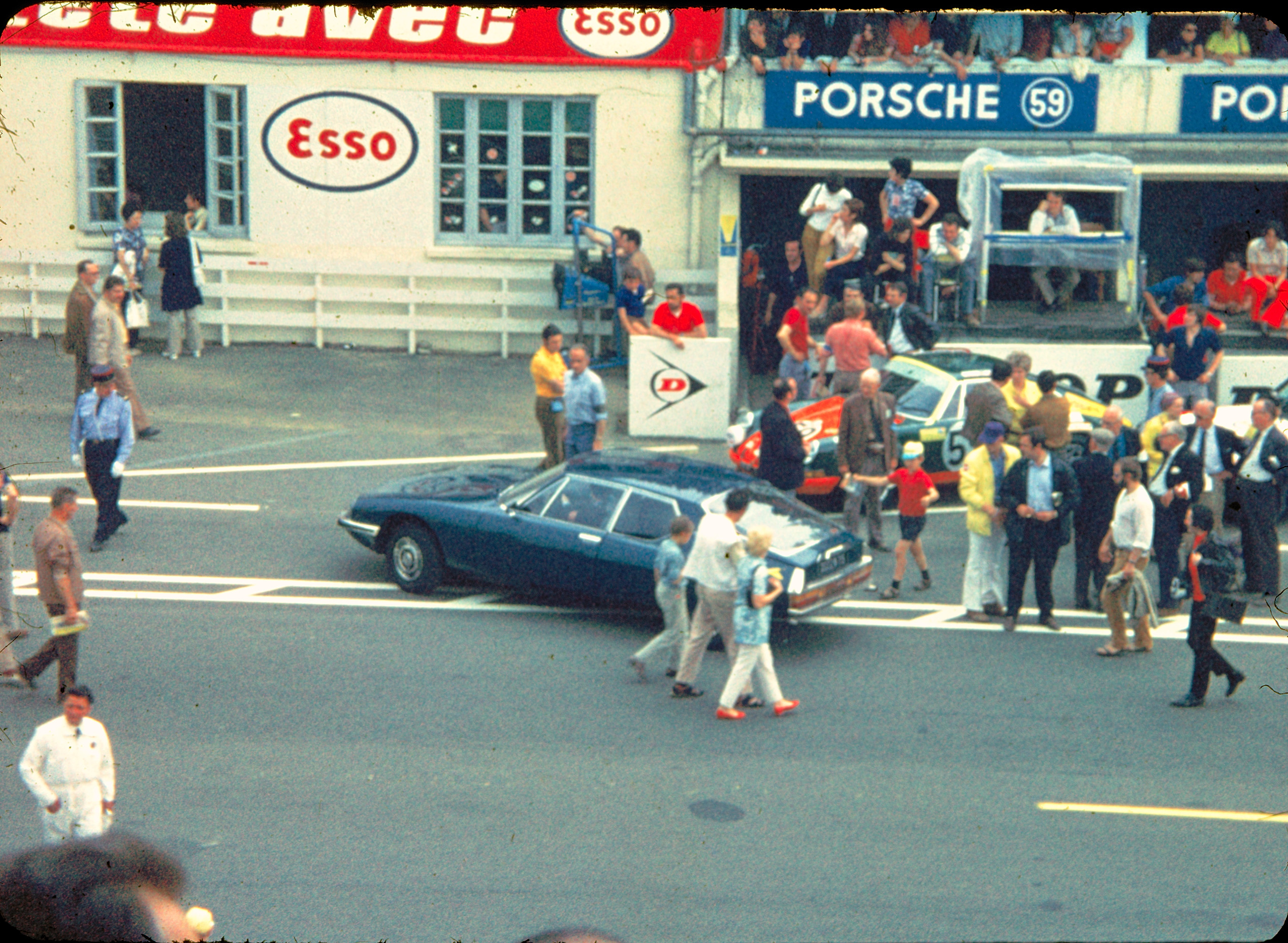
Der Porsche 911S von Jean Égreteaud und Jean Mésange vor dem Start zum 24-Stunden-Rennen von Le Mans 1970

Jean André Pierre Mésange (* 31. Oktober 1928 in Saint-Marceau; † 25. Oktober 1999 in Juille) war ein französischer Autorennfahrer.

## Karriere
1967 ging Jean Mésange erstmals beim 24-Stunden-Rennen von Le Mans an den Start. Sein Partner war der spätere Renndirektor des A.C.O., Marcel Martin. Mit einem Abarth 1300 kamen die beiden Franzosen auf den 16. Rang der Gesamtwertung und gewannen die Klasse für Fahrzeuge bis 1,3 Liter Hubraum.
1968, wieder war Marcel Martin sein Rennpartner, erreichte Mésange zwar das Ziel, wurde aber wegen zu geringer gefahrener Distanz nicht gewertet. Das Einsatzfahrzeug in diesem Jahr war ein Fiat Dino. Sein bestes Ergebnis in Le Mans erreichte Mésange, der an der Sarthe auch einen Porsche 910 pilotierte, 1971, als er mit Partner Gérard Dantan-Merlin auf einem Porsche 911S Neunter in der Gesamtwertung wurde.
Jean Mésange starb im Herbst 1999 an den Folgen eines schweren Autounfalls.

## Statistik

### Le-Mans-Ergebnisse
| Jahr | Team                      | Fahrzeug     | Teamkollege          | Platzierung | Ausfallgrund |
| ---- | ------------------------- | ------------ | -------------------- | ----------- | ------------ |
| 1967 | Ecurie du Maine           | Abarth 1300  | Marcel Martin        | Rang 16     |              |
| 1968 | Ecurie Fiat Abarth France | Fiat Dino    | Marcel Martin        | Rang 16     |              |
| 1969 | Robert Buchet             | Porsche 910  | Jean de Mortemant    | Ausfall     | Motorschaden |
| 1970 | Jean Égreteaud            | Porsche 911S | Jean Égreteaud       | Ausfall     | Motorschaden |
| 1971 | Jean Mésange              | Porsche 911S | Gérard Dantan-Merlin | Rang 9      |              |

### Einzelergebnisse in der Sportwagen-Weltmeisterschaft
| Saison | Team               | Rennwagen   | 1   | 2   | 3   | 4   | 5   | 6   | 7   | 8   | 9   | 10  | 11  | 12  | 13  | 14  | 15  | 16  | 17  | 18  | 19  | 20  | 21  | 22  |
| ------ | ------------------ | ----------- | --- | --- | --- | --- | --- | --- | --- | --- | --- | --- | --- | --- | --- | --- | --- | --- | --- | --- | --- | --- | --- | --- |
| 1963   |                    | Peugeot 404 | DAY | SEB | SEB | TAR | SPA | MAI | NÜR | CON | ROS | LEM | MON | WIS | TAV | FRE | CCE | RTT | OVI | NÜR | MON | MON | TDF | BRI |
| 1963   |                    | Peugeot 404 |     |     |     |     |     |     |     |     |     |     |     |     |     |     |     |     |     | 22  |     |     |     |     |
| 1964   | Maine              | Alpine A108 | DAY | SEB | TAR | MON | SPA | CON | NÜR | ROS | LEM | REI | FRE | CCE | RTT | SIM | NÜR | MON | TDF | BRI | BRI | PAR |     |     |
| 1964   | Maine              | Alpine A108 |     |     |     |     |     |     |     |     |     |     |     |     |     | DNF |     |     |     |     |     |     |     |     |
| 1967   | Ecurie du Maine    | Abarth 1300 | DAY | SEB | MON | SPA | TAR | NÜR | LEM | HOK | MUG | BRH | CCE | ZEL | OVI | NÜR |     |     |     |     |     |     |     |     |
| 1967   | Ecurie du Maine    | Abarth 1300 |     |     |     | 16  |     |     |     |     |     |     |     |     |     |     |     |     |     |     |     |     |     |     |
| 1968   | Fiat Abarth France | Fiat Dino   | DAY | SEB | BRH | MON | TAR | NÜR | SPA | WAT | ZEL | LEM |     |     |     |     |     |     |     |     |     |     |     |     |
| 1968   | Fiat Abarth France | Fiat Dino   |     |     |     |     |     |     | 16  |     |     |     |     |     |     |     |     |     |     |     |     |     |     |     |
| 1969   | Robert Buchet      | Porsche 910 | DAY | SEB | BRH | MON | TAR | SPA | NÜR | LEM | WAT | ZEL |     |     |     |     |     |     |     |     |     |     |     |     |
| 1969   | Robert Buchet      | Porsche 910 |     |     |     |     | DNF |     |     |     |     |     |     |     |     |     |     |     |     |     |     |     |     |     |
| 1970   | Jean Égreteaud     | Porsche 911 | DAY | SEB | BRH | MON | TAR | SPA | NÜR | LEM | WAT | ZEL |     |     |     |     |     |     |     |     |     |     |     |     |
| 1970   | Jean Égreteaud     | Porsche 911 |     |     |     |     | DNF |     |     |     |     |     |     |     |     |     |     |     |     |     |     |     |     |     |
| 1971   | Jean Mésange       | Porsche 911 | BUA | DAY | SEB | BRH | MON | SPA | TAR | NÜR | LEM | ZEL | WAT |     |     |     |     |     |     |     |     |     |     |     |
| 1971   | Jean Mésange       | Porsche 911 |     |     |     |     |     | 9   |     |     |     |     |     |     |     |     |     |     |     |     |     |     |     |     |